# Camellia polyodonta
Camellia polyodonta är en tvåhjärtbladig växtart som beskrevs av How och Hu Hsien-Hsu. Camellia polyodonta ingår i släktet Camellia och familjen Theaceae. Utöver nominatformen finns också underarten C. p. longicaudata.